# Honoratka (Tatry)

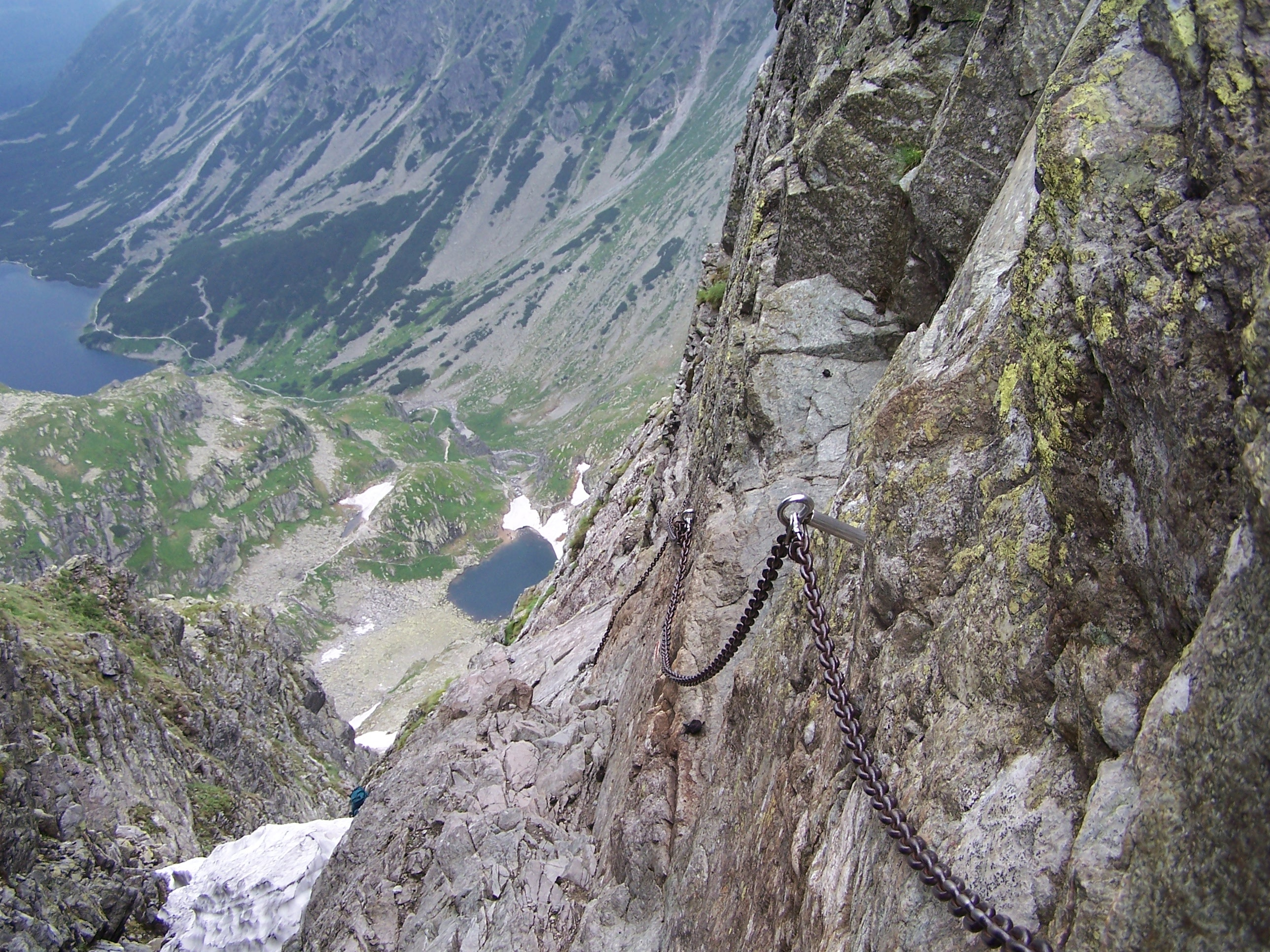
Łańcuchy Orlej Perci nad żlebem Honoratka

Honoratka (Żydowski Żleb) – głęboki żleb spadający ze Zmarzłej Przełączki Wyżniej w stronę Doliny Gąsienicowej w Tatrach Wysokich. Opada on w kierunku północnym, by połączyć się z Zawratowym Żlebem powyżej Zmarzłego Stawu Gąsienicowego. Przez fragment górnej części Honoratki przechodzi szlak turystyczny Orlej Perci.
Z powodu stromych i śliskich skał, a także zalegającego w żlebie do późnego lata śniegu, dochodzi tu do wielu wypadków śmiertelnych.
Oba określenia żlebu mają niejasną genezę, Żydowski Żleb może pochodzić od żydowskiego turysty, Kurta Langfeldesa, który zginął w tym miejscu w 1925 r. Nazwy mają charakter nieoficjalny, nie występują np. w Wielkiej encyklopedii tatrzańskiej.